# Стражник польный литовский
Стражник польный литовский — должностное лицо в Великом княжестве Литовском. Появилось в XVI веке. Его обязанонстью было наблюдение за безопасностью границ с Московским государством. С 1635 года заместитель стражника великого литовского.
Стражниками польными литовскими были:
- Кристоф Викторин Ворбек-Летов (1662—1678)
- Даниель Плесковский (?)
- Антоний Новосельский (?—6 ноября 1709)
- Казимир Баричевский (1710)
- Михаил Эпериаш (1710)
- Лукаш Баранович из Ялова (1716—1735)
- Казимир Баранович из Ялова (11 ноября 1735—1744
- князь Леон Михаил Радзивилл (1750—7 марта 1750)
- Кароль Литавор Хрептович ( 1759—?)
- Марк Антоний Ланцкоронский-Пашковский (1764—1770)

- Станислав Лопат-Быковский (1764—1770
- князь Станислав Огинский (1772—1776)
- Антоний Деконский (16 ноября 1776-1782)
- Ян Николай Оскерко (16 января 1782—1790)
- Рафал Михаил Оскерко (1790—)